# Bataille de la Sakarya
Guerre gréco-turque (1919-1922)
La bataille de la Sakarya est un épisode de la guerre gréco-turque (1919-1922), qui s'inscrit elle-même dans la guerre d'indépendance turque. Bataille décisive du conflit, elle a lieu du 14 août au 13 septembre 1921 sur les berges de la Sakarya dans les alentours de Polatlı, qui est aujourd’hui une localité de la province d'Ankara.

## La situation militaire à la veille de l’offensive
Cette bataille est l'une des batailles les plus importantes de l'histoire turque anatolienne. Les armées grecques ont reçu l'ordre d'opérer à Ankara par le général grec Papoulas. Si la partie grecque avait gagné la guerre, la Grande Assemblée nationale turque aurait peut-être dû accepter le traité de Sèvres.

## La bataille

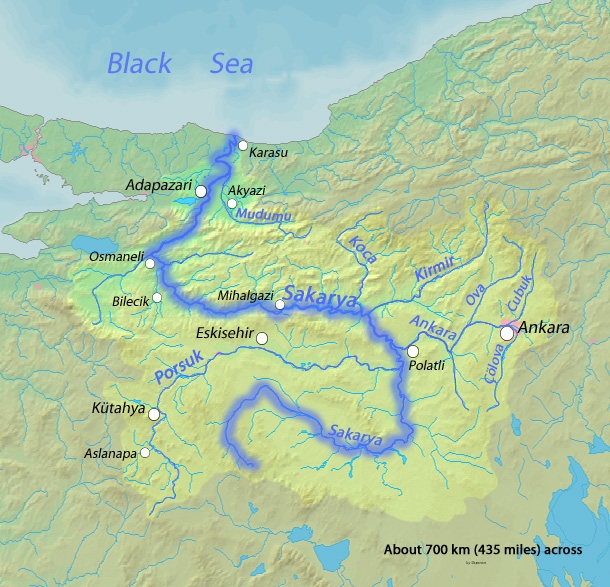
Fleuve de Sakarya

Le 14 août, l’offensive grecque débute par une attaque sur trois points du front turc qui vise à déborder les défenses adverses, la finalité des opérations étant la destruction des armées turques et l’occupation d’Ankara. L’avance balaie toute opposition et le 2 septembre, elle atteint le Chal Dag, une montagne des environs d’Ankara. Elle ne va pas plus loin. En effet, les lignes de ravitaillement sont étirées au maximum et harcelées sans répit par la cavalerie kémaliste et finalement, elles ne suivent plus. L’état-major hellénique ne peut que constater l’essoufflement de l’offensive qui se heurte de surcroît à une résistance de plus en plus acharnée et pour éviter une catastrophe, il ordonne le repli des troupes sur la ligne Eskişehir-Afyonkarahisar, base de départ de l’offensive et abandonne tout le terrain conquis.

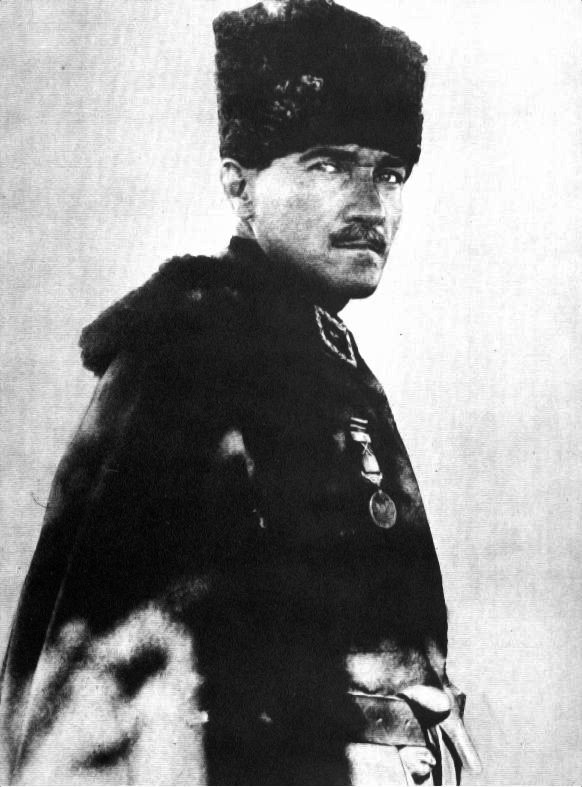
Mustafa Kemal, commandant en chef des forces turques, le 5 août 1921.

## Les conséquences
Si la retraite s’effectue en bon ordre, il n’en demeure pas moins que cette bataille âprement disputée se termine par une victoire incontestable des armées turques, dont le caractère décisif apparaît dans toute son ampleur quelques mois plus tard. En effet, la Grèce est au bord de la faillite, ses ressources sont épuisées, elle n'a plus les moyens financiers et militaires de poursuivre la guerre et la bataille de la Sakarya, dans laquelle elle a jeté ses dernières forces, constituait pour elle l'ultime chance d'obtenir par les armes une issue heureuse du conflit. Ses troupes vont désormais demeurer sur leurs positions pendant plusieurs mois, dans l'incapacité de tenter quoi que ce soit de sérieux contre les Turcs alors que ceux-ci préparent méticuleusement leur contre-attaque. Celle-ci débute le 26 août 1922 et sera irrésistible. Le repli des unités grecques se transforme en débâcle et le 9 septembre, la 2e division de cavalerie turque entre dans Smyrne abandonnée la veille en toute hâte et dans une indescriptible panique.